# ヴァチェのシチュラ

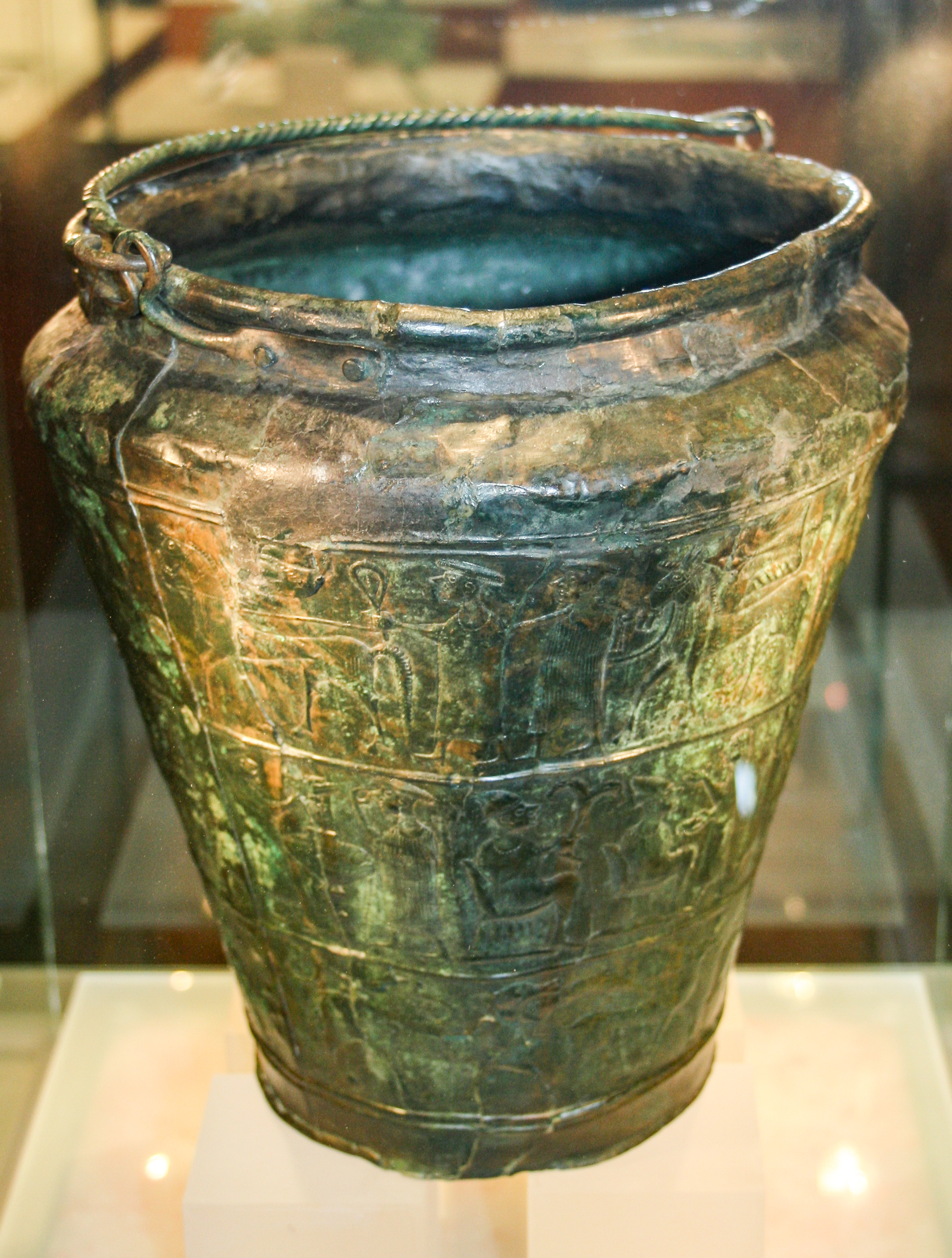
スロベニア国立博物館に保管されているヴァチェのシチュラ

ヴァチェのシチュラ、あるいはシトゥラ（スロベニア語：situla z Vač、またはVaška situla）は、ハルシュタット文化時代の桶であり、1882年初頭 （口頭伝承によると1月17日）、リティヤ町近くのヴァチェという村でヤネズ・グリルツ（スロベニア語：Janez Grilc）によって発掘された。シチュラは、紀元前5世紀に作成された可能性が最も高い。地中海地域の伝統的な文化の影響を受けている。シチュラは、リュブリャナのスロベニア国立博物館に保管されている。

## 特徴

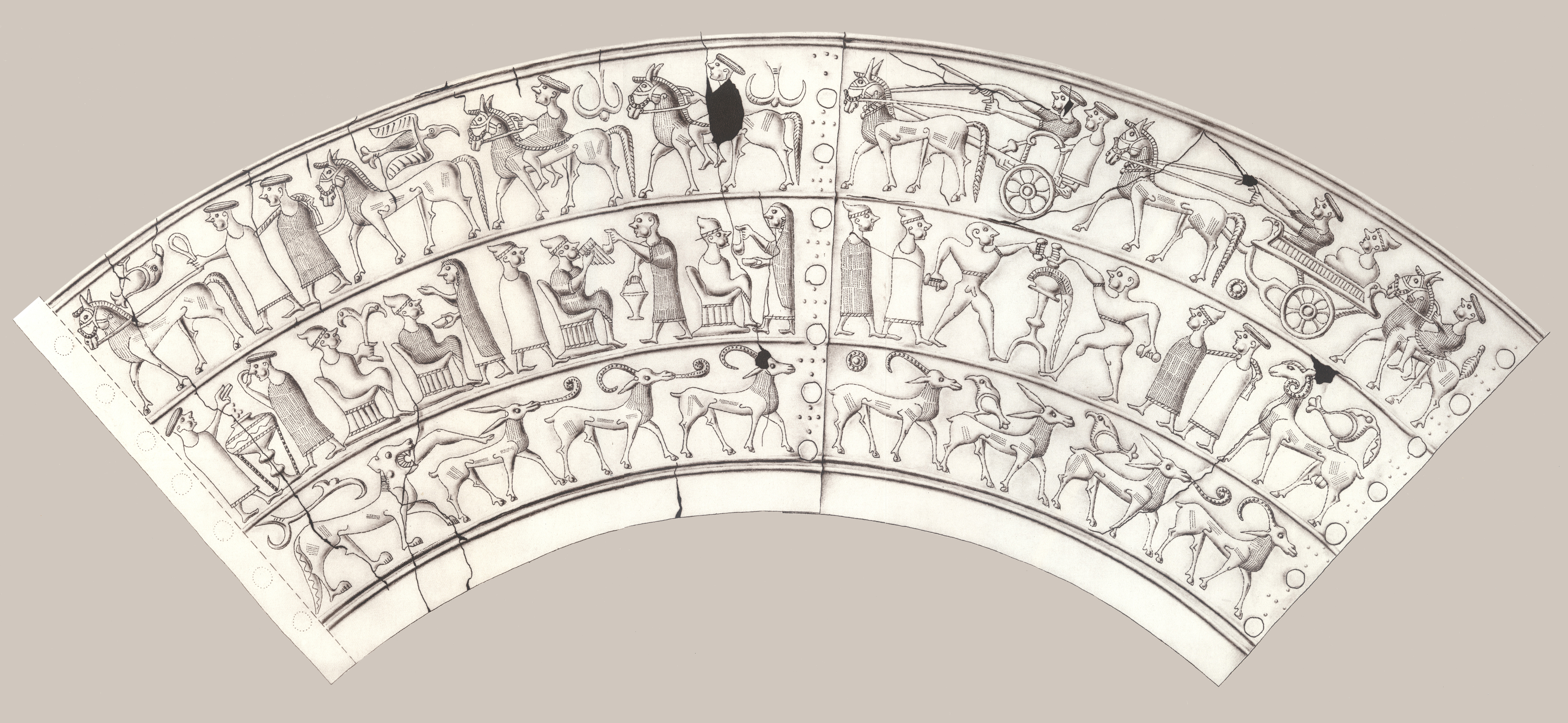
シチュラの外部レリーフ

シチュラは、青銅板で作られた祭器で、取っ手がついており、レリーフや装飾が施されている。ハルシュタット時代の儀式で飲み物を出すのに使われたと思われる。シチュラは、青銅の兜、槍、鉄の戦斧、青銅の腕輪、骨の円柱とともに、戦士の墓に置かれた。
ヴァチェの鉄器時代のシチュラは、人間や動物の像で埋め尽くされた三つの帯及びフリーズで装飾される。フリーズは、一連の出来事を表し、多層的なメッセージとして解釈されている。理想化された戦士の人生における重要な出来事を物語っているとされている。シチュラは、ある種の儀式を描いたもので、鉄器時代の重要な史跡である。
描写にはエトルリア芸術の影響（支配階級の生活をモチーフにしたもの）が顕著に見られる。

### スロベニア国立博物館のデータ
- 件名: ヴァチェのシチュラ
- 説明: この桶はシチュラの中で特別な位置を占めている。桶は、動物と人間の姿が並ぶ三つのフリーズで飾られている。シチュラが発掘されたリティヤ町近くのヴァチェ村は、紀元前6世紀から5世紀にかけて、スロベニア国土で最も重要なハルシュタットの中心地の一つであった。
- 時代: 紀元前5世紀前半
- 材質：ブロンズの薄い板
- 寸法：高さ23.8cm
- 発掘地: ヴァチェ村近くのレベル・ナッド・クレニコム（スロベニア語：Reber nad Klenikom）
- 登録番号：P581
- 展示中: スロベニア国立博物館の常設展示「世界の交差点からの物語」

## 複製品
シチュラの人物のシルエットは、スロベニアの身分証明書に描かれている。